# Congress Heights (Metro de Washington)
Congress Heights es una estación en la línea Verde del Metro de Washington, administrada por la Autoridad de Tránsito del Área Metropolitana de Washington. La estación se encuentra localizada en 1290 Alabama Avenue en el Sureste de Washington D. C.. La estación Congress Heights fue inaugurada el 13 de enero de 2001.

## Descripción
La estación Congress Heights cuenta con 1 plataforma central. La estación también cuenta con 0 de espacios de aparcamiento y 10 espacios para bicicletas con 12 casilleros.

## Conexiones
La estación cuenta con las siguientes conexiones de autobuses: 
- Rutas del Metrobus